# Norbert Scholly

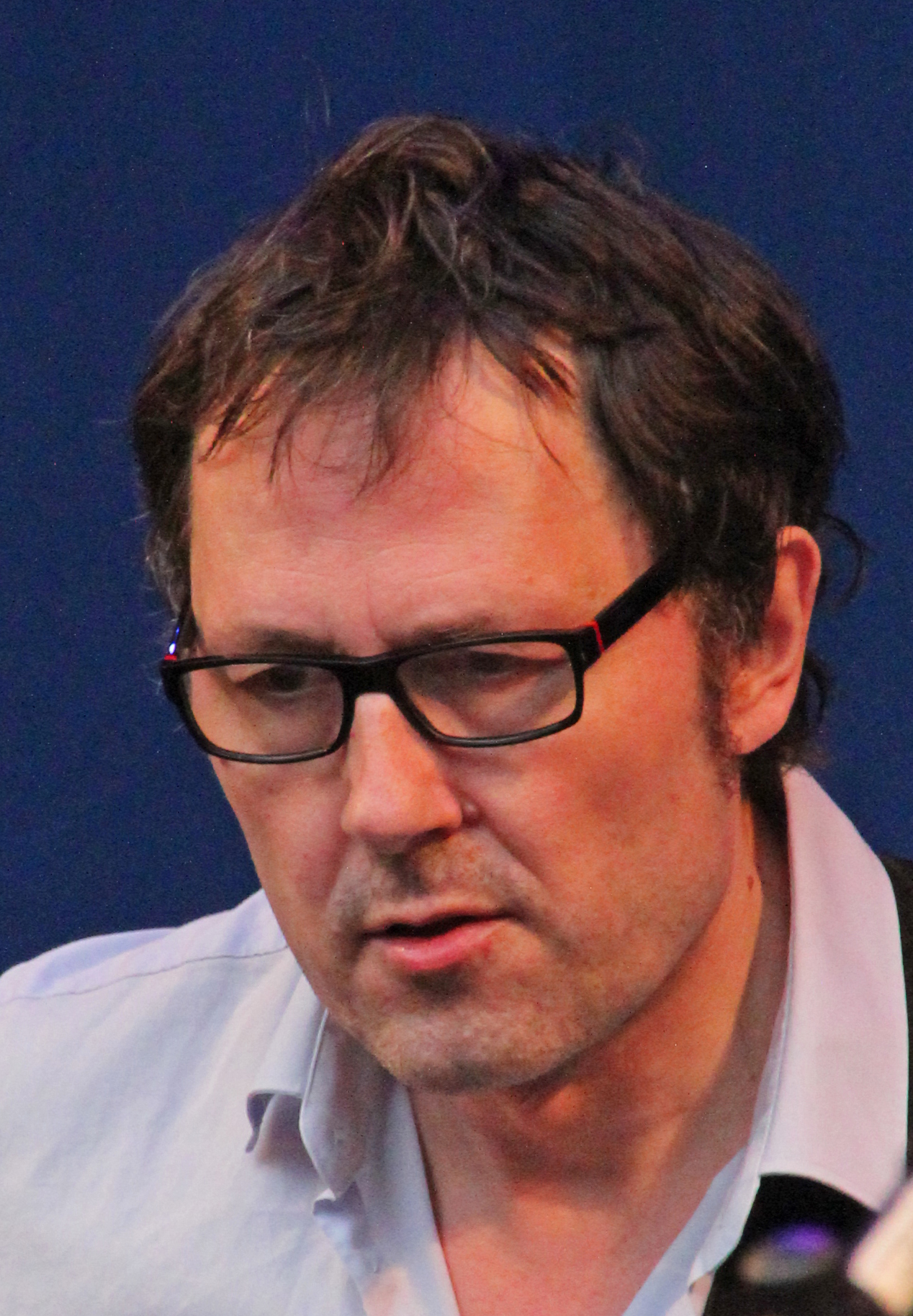
Norbert Scholly 2017 bei Jazz im Palmengarten in Frankfurt

Norbert Scholly (* 1964 in Bardenberg) ist ein deutscher Jazzgitarrist.

## Leben und Wirken
Scholly erarbeitete 1983/84 mit Reinhard Kobialka und Stefan Glückert Jazz-Produktionen für die WDR Stadtmusik. 1989 und 1990 war er mit dem Quartett von Jochen Bohnes in der Schweiz unterwegs; auch hielt er einen Workshop an der Swiss Jazz School. 1990 war er zu einem Studienaufenthalt in New York. In den 1990er Jahren war er in Deutschland und Italien mit Marc Abrams, Francesco Bearzotti und Frank Bambara unterwegs. Mit seinem Quartett, zu dem Jan von Klewitz, Martin Gjakonovski und Jochen Rückert gehörten, spielte er auf dem Jazzfestival Frankfurt. Auch nahm er an mehreren Produktionen der WDR Big Band Köln mit Benny Golson, Peter Erskine und Danny Gottlieb teil. Er hatte zahlreiche Festival-Auftritte und Tourneen im In- und Ausland und spielte unter anderem mit Charlie Mariano, Nicolas Simion, Ack van Rooyen, David Liebman oder Jim McNeely. Er leitete eigene Ensembles, darüber hinaus kam es zur intensiven Beschäftigung mit Computer-Software in Bezug auf Live-Benutzung / Integration in verschiedenen Bandkonstellationen. Daraus ergab sich z. B. 2002 der Gewinn des Jazz-Art-Award des Landes NRW und des WDR als Elektronik-Performer.
Scholly besitzt langjährige Unterrichtserfahrung als Lehrbeauftragter der Hochschule für Musik Mainz, verschiedene Gastdozenturen (Hogeschool Zuid (Conservatorium Maastricht) und Hochschule für Musik Franz Liszt in Weimar). Es folgte ein Kompositionsauftrag für Kammerorchester im Auftrag des rumänischen Kulturinstituts mit Aufführungen in Rumänien, Österreich und Deutschland.

## Auszeichnungen
- Solistenpreis des European-Jazz-Competition
- Gewinner des Jazz-Art-Award des Landes Nordrhein-Westfalen

## Pressestimmen

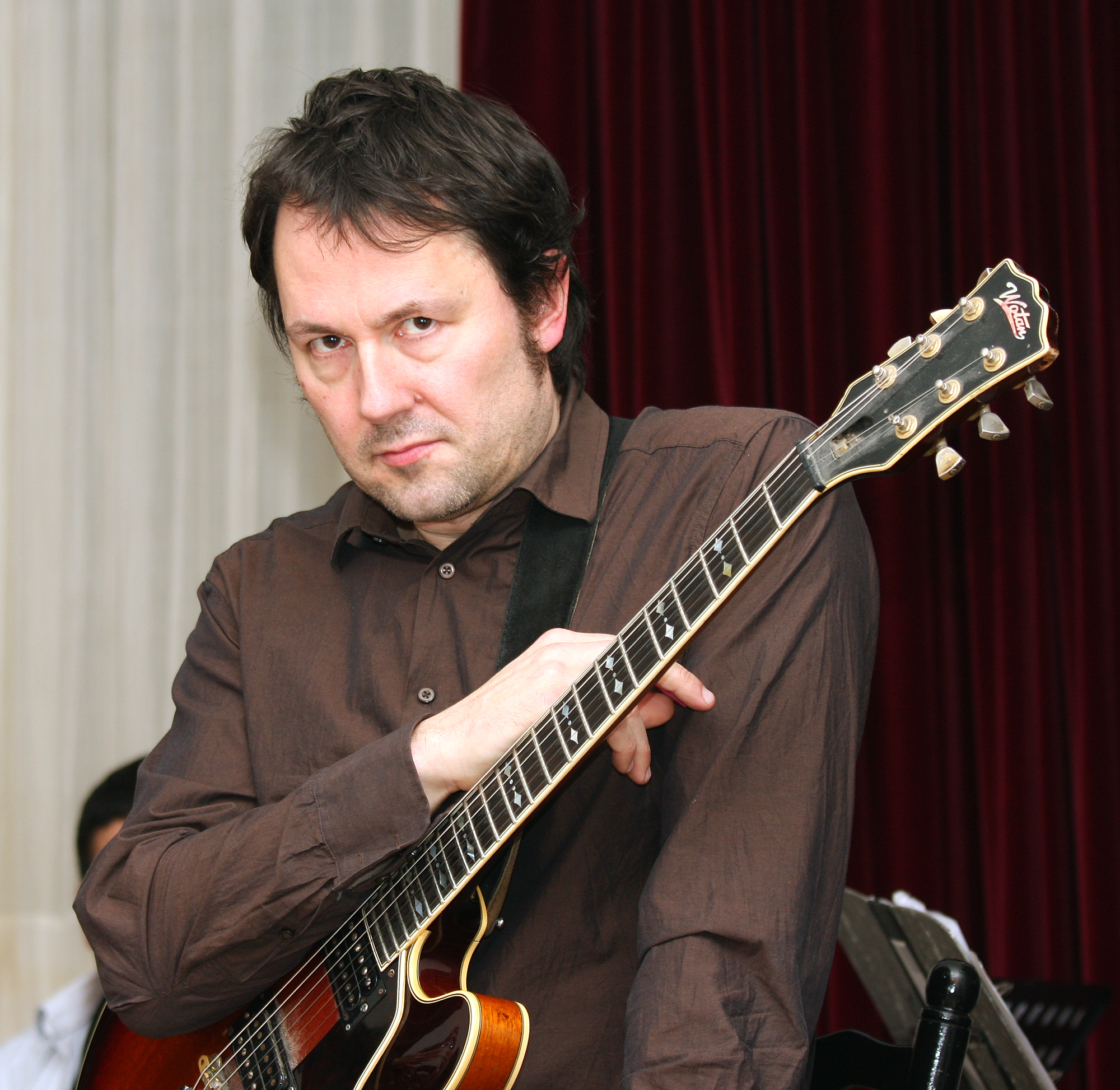
Norbert Scholly bei einem Auftritt im Januar 2010

„… großartigen Fluss in der Phrasierung, gewusste Platzierung von Tönen und Ruhepausen charakterisieren das Spiel von Norbert Scholly, eines Gitarristen mit einzigartiger, fast pianistischer Spielweise. Jazz mit kammermusikalischer Intensität und von sehr hoher Qualität, den es sich lohnt zu entdecken“

„Norbert Scholly ist der bemerkenswerteste Gitarrist, den ich seit langem in Deutschland gehört habe. … Ein Gitarrist mit Können und Potenzial, das man als außergewöhnlich bezeichnen muss.“

## Diskographische Hinweise
- 1994:	Christoph Eidens Cameroon Dance feat. Danny Gottlieb, Andy Middleton (Laika Records)
- 1997:	Norbert Scholly Quartett (JazzHausMusik)
- 2000: Paul Heller Little Songs mit John Hollenbeck, Ingmar Heller, Achim Kaufmann, Florian Ross, Peter Bolte u. a. (Mensik 00205)
- 2001: Nicolas Simion Group Balkan Jazz feat. Dusko Goykovich (Intuition)
- 2003: Jürgen Friedrich Bits & Pieces mit Claudius Valk, Philipp Rehm, Christian Thomé (distribution: www.jazz-network.com)
- 2003: Matthias Danecks NOW: Das Narrenschiff (distribution: www.jazz-network.com)
- 2003: SSH mit Thomas Heberer, Frank Schulte (Konnex Records).
- 2004:	Nadia Maria Fischer Talk mit Dietmar Fuhr (Double Moon Records)
- 2005: L.C.E. Colportage mit Claudius Valk, Daniel Schröteler (Konnex Records)
- 2006: Oliver Leicht Acht mit I.Heller,  Jens Düppe, Christian Jaksjø, Ed Partyka  (Jazz4Ever Records)
- 2007: Steffen Weber Trio Lockstoff mit Steffen Weber, Matthias Debus, Axel Paape (Laika Records)
- 2009: Duo Topolino Swiodeschka mit Nina Leonards (Westpark-Music)
- 2010: Norbert Scholly Group Dreams-Drums and Drones mit Jonas Burgwinkel, Pablo Held, Benjamin Garcia (Laika Records)
- 2015: Rainer Böhm / Norbert Scholly Duo Juvenile (Pirouet Records)